# Кракувкі-Влодкі
Кракувкі-Влодкі (пол. Krakówki-Włodki) — село в Польщі, у гміні Городиськ Сім'ятицького повіту Підляського воєводства.